# Hybanthus monopetalus
Hybanthus monopetalus es una especie de arbusto `perteneciente a la familia Violaceae. Se encuentra en el este de Australia en los bosques secos de eucaliptos, 
a menudo, en la piedra arenisca o suelos de granito, donde se ve que crecen en lugares húmedos relativamente sombríos, rodeados de secos campo abierto. 

## Descripción
Es una planta herbácea perennifolia que alcanza  hasta 60 cm de alto, glabra. Las hojas son lineares a oblongas o elíptico-angostas, de 0.5-9 cm de largo, los márgenes recurvados; con estípulas lineares a triangulares, de 1,5 mm de largo. La inflorescencia es terminal o axilar. Sépalos de 2-3 mm de largo, de color verde. Pétalos de color azul-malva, pétalos inferiores 70-20 mm de largo; pétalos superiores lanceoladas, de 2-3 mm de largo, pétalos laterales de falcados, 2-3 mm de largo. Anteras a menudo con apéndices triangulares. El fruto en forma de cápsula de 3-6 mm de largo, con 3-6 semillas. Las flores se forman en cortos racimos en el extremo de las ramas.

## Taxonomía
Hybanthus monopetalus fue descrita por (Schult.) Domin y publicado en Biblioth. Bot. 89: 430, en el año 1928.
Etimología
El epíteto específico monopetalus significa "un pétalo".
sinonimia
- Hybanthus monopetalus var. abbreviatus Domin
- Viola monopetala Schult.[4]